# William Atherton
William Atherton Knight II (Orange, Connecticut, 30 de juliol de 1947) és un actor estatunidenc. A més de treballar al cinema, va tenir durant la seva carrera diversos papers en televisió, per exemple en sèries com The Twilight Zone, L'equalitzador, New York District, Life i Monk. També dobla el personatge de Walter Peck, que interpreta a Ghostbusters, el videojoc del mateix nom, desenvolupat per Atari i estrenada el 2009 a totes les consoles de l'època.

## Biografia
Els seus pares són Robert Atherton Knight i Roby Atherton (nom de soltera Robison). Va estudiar actuació a l'Escola d'Art Dramàtic de Carnegie Tech i es va graduar per la Universitat de Carnegie Mellon el 1969. Atherton és esquerrà.
Atherton va causar sensació en els escenaris de Nova York immediatament després de graduar-se a la universitat i va treballar amb molts dels principals dramaturgs del país, com David Rabe, John Guare i Arthur Miller, guanyador de nombrosos premis pel seu treball dins i fora de Broadway. Va tenir la seva gran oportunitat al cinema en interpretar a Clovis Michael Poplin un desventurat fugitiu al costat de Goldie Hawn en el fil Boja evasió, el debut cinematogràfic de Steven Spielberg.
Després d'això, va obtenir papers importants en drames foscos com El dia de la llagosta i de Buscant al Sr. Goodbar, així com la pel·lícula de gran pressupost sobre el desastre del Hindenburg. També va actuar com el vaquer Jim Lloyd en la minisèrie de 1978 Centennial, basat en la novel·la de James Michener.
Atherton va entrar en la cultura pop a partir de 1984, quan va aparèixer en la reeixida comèdia Ghostbusters on va interpretar a Walter Peck, un prepotent i embolicador agent de la EPA. El 1985, Martha Coolidge va decidir que Atherton interpretés al professor Jerry Hathaway en la comèdia adolescent Real Genius. El 1988, Atherton va interpretar al narcisista periodista Richard "Dick" Thornburg en la pel·lícula d'acció de gran èxit Die Hard amb Bruce Willis, així com la seva seqüela de 1990.
Altres crèdits cinematogràfics inclouen WWE No Mercy, L'informe Pelicà, Bio-Domi, Mad City, The Crow: Salvation, L'últim samurai, Tales Grim Prairie. També ha fet aparicions especials en programes televisius Monk. Atherton també va posar la seva veu del Dr. Fate de la Lliga de la Justícia.
Va repetir el seu paper com Walter Peck en Ghostbusters: The Video Game, estrenada el 16 de juny de 2009. Atherton va ser triat per participar en l'última temporada de la sèrie de la cadena American Broadcasting Company (ABC) Lost el 2010.
Va aparèixer en el musical Gigi per al Teatre Reprise a Los Angeles en el paper d'Honoré Lachailles durant la primavera de 2011.
Després del seu treball en el musical, Atherton va fer passos en un paper còmic en Tim i Billion Dollar, pel·lícula d'Eric, produïda per Will Ferrell de Funny or Die.

## Filmografia
- The New Centurions (1972) - Johnson
- El curs del 44 (Class of '44) (1973) - Fraternity President
- Boja evasió (The Sugarland Express) (1974) - Clovis Michael Poplin
- El dia de la llagosta (The Day of the Locust) (1975) - Tod Hackett
- The Hindenburg (1975) - Boerth
- Independence (1976) - Benjamin Rush
- Looking for Mr. Goodbar (1977) - James
- Centennial (1978–1979) (TV) - Jim Lloyd
- A Single Light (1981) (TV) -
- The House of Mirth (1981) (TV) - Lawrence Selden
- Tomorrow's Child (1982) (TV) - Jim Spence
- Malibu (1983) (TV) - Stan Harvey
- Els caçafantasmes (1984) - Walter Peck
- Escola de genis (Real Genius) (1985) - Prof. Jerry Hathaway
- The Twilight Zone (1985, 1987) (sèrie TV) - Mr. Dundee/Brian Wolfe
- Murder, She Wrote (1985, 1987, 1991) (sèrie TV) - Larry Holleran/Greg Dalton/Andy Henley
- A Fight for Jenny (1986) (TV) - Michael Rosen
- Atrapats sense sortida (No Mercy) (1986) - Allan Deveneux
- L'equalitzador (1987, 1989) (sèrie TV) - Martin 'Alpha' Loeber/Gideon
- Die Hard (1988) - Richard Thornburg
- Intrigue (1988) (TV) - Doggett
- Buried Alive (1990) (TV) - Cortland 'Cort' van Owen
- Grim Prairie Tales: Hit the Trail... to Terror (1990) - Arthur
- Die Hard 2 (1990) - Richard Thornburg
- Oscar (1991) - Overton
- Tales from the Crypt (1991) (sèrie TV) - Malcolm Mayflower
- Diagnosis: Murder (1992) (TV) - Eric Walker
- Chrome Soldiers (1992) (TV) - Xèrif Blackwell
- L'informe Pelicà (The Pelican Brief) (1993) - Bob Gminski
- Saints and Sinners (1994) - Terence McCone
- Frank & Jesse (1995) - Allan Pinkerton
- Virus (1995) (TV) - Dr. Reginald Holloway
- Broken Trust (1995) (TV) - Roemer
- Raven Hawk (1996) (TV) - Philip Thorne
- Bio-Dome (1996) - Dr. Noah Faulkner
- Nash Bridges (1996) (sèrie TV) - Dr. Linus Mills
- Executive Power (1997) - President John Fields
- Caps de la màfia (Hoodlum) (1997) - Thomas Dewey
- Mad City (1997) - Malt Dohlen
- The Practice (1997, 1999) (sèrie TV) - D.A. Keith Pratt
- Michael Kael contre la World News Company (1998) - James Denit
- The Outer Limits (1998) (Sèrie TV) - Franklin Murdoch
- The Stranger (1999) - Arthur
- Introducing Dorothy Dandridge (1999) (TV) - Darryl Zanuck
- The Crow: Salvation (2000) - Nathan Randall
- Burning Down the House (2001) - Arthur Kranston
- Night Visions (2001) (Sèrie TV) - William Price
- La cursa de l'espai (Race to Space) (2001) - Ralph Stanton
- Law & Order (2002, 2004) (Sèrie TV) - Don Snyder/Dan Jensen
- Who's Your Daddy? (2003) - Oncle Duncan 'Duncay' Mack
- Justice League (2003) (Sèrie TV) - Dr. Destiny (voice only)
- The Last Samurai (2003) - Winchester Rep
- Gone But Not Forgotten (2004) (TV) - Sen. Ray Colby
- Into the Sun (2005) - Agent Block
- Headspace (2005) - Dr. Ira Gold
- Boston Legal (2005) (Sèrie TV) - A.D.A. Howard Zale
- Stargate SG-1 (2006) (Sèrie TV) - Varta
- Desperate Housewives (2006) (Sèrie TV) - Dr. Barr
- Kush (2007) - King
- Totally Baked: A Pot-U-Mentary (2007) - Lyle Funion
- Hacia la oscuridad (Towards Darkness) (2007) - John
- The Girl Next Door (2007) - Adult David
- Numb3rs (2007) (Sèrie TV) - Warren Pierce
- Aces 'n Eights (2008) (TV) - Howard
- bgFATLdy (Black Crescent Moon) (2008) - Jo Dexton
- Ghouls (2008) (TV) - Stefan
- Monk (2008) (Sèrie TV) - Commander Whitaker
- Life (2008–2009) (Sèrie TV) - Mickey Rayborn
- Ghostbusters: The Video Game (2009) (VG) - Walter Peck (Veu)
- Lost (Episodi 607: "Dr. Linus") (2010) (Sèrie TV) - Donald Reynolds
- Law & Order: Special Victims Unit (2010) (Sèrie TV) - Ned Bogden
- The Kane Files: Life of Trial (2010) - Daniel Morgan
- Jinn (2010) - Pare Westhoff